# Classe Andrea Doria (cuirassé)
Pour les autres classes de navires du même nom, voir Classe Andrea Doria.
La classe Andrea Doria ou Caio Duilio est un groupe de deux cuirassés dreadnought construits pour la Regia Marina au début des années 1910 et achevés au cours de la Première Guerre mondiale. Il s'agit d'une amélioration de la classe Conte di Cavour précédente. Ils servirent durant les deux guerres mondiales.

## Historique

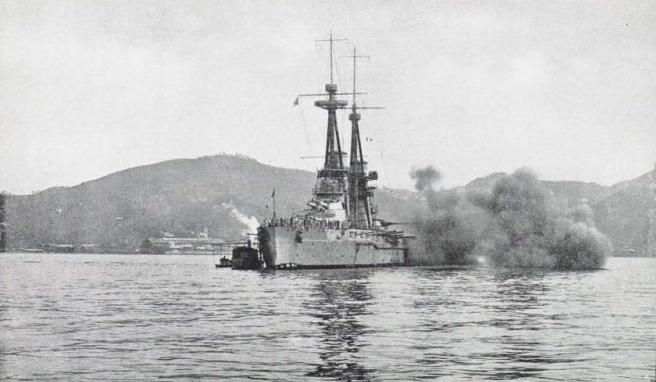
Le navire pendant la Première Guerre Mondiale.

Ils étaient basés dans le sud de l'Italie pour maintenir la marine austro-hongroise embouteillée dans la mer Adriatique, mais aucun des deux navires ne participa à un combat. Après la guerre, ils croisent en Méditerranée et sont impliqués dans plusieurs incidents internationaux, y compris l'incident de Corfou en 1923. Les deux navires ont été mis en réserve une décennie plus tard pour être modernisés en 1937. Les travaux de reconstruction durèrent jusqu'en 1940, date à laquelle l'Italie est déjà engagée dans la Seconde Guerre mondiale.
Les deux navires étaient amarrés à Tarente dans la nuit du 11 au 12 novembre 1940, quand les Britanniques lancent une attaque contre la flotte italienne. Dans la bataille s'ensuivant, le Caio Duilio a été touché par une torpille et forcé de s'échouer pour ne pas sombrer. Le Andrea Doria n'a pas été endommagé dans le raid ; les réparations du Caio Duilio ont duré jusqu'en mai 1941. Les deux navires ont par la suite escorté des convois vers l'Afrique du Nord à la fin 1941, dont l'opération M42, où le Andrea Doria fut engagé le 17 décembre dans l'indécise première bataille de Syrte. Les pénuries de carburant réduisent davantage leur activité en 1942 et 1943 et les deux navires ont été internés à Malte à la suite de la capitulation de l'Italie en septembre 1943. L'Italie a été autorisée à conserver les deux cuirassés après la guerre, servant de navires-amiraux jusqu'au début des années 1950, quand ils ont été retirés du service actif. Les deux navires ont été démolis après 1956.

## Unités
| Nom          | Nommé d'après       | Chantier                | Quille posée    | Lancement     | Achevé le    | Sort           |
| ------------ | ------------------- | ----------------------- | --------------- | ------------- | ------------ | -------------- |
| Andrea Doria | Amiral Andrea Doria | La Spezia               | 24 mars 1912    | 30 mars 1913  | 13 mars 1916 | Démoli en 1961 |
| Caio Duilio  | Caius Duilius       | Castellammare di Stabia | 24 février 1912 | 24 avril 1913 | 10 mai 1915  | Démoli en 1957 |

## Caractéristiques

### Avant modernisation
- Armement :
  - principal : 13 canons de 305 mm,
  - secondaire : 16 canons de 152 mm, 19 de 76 mm, 3 tubes lance-torpilles,
- vitesse : 21 nœuds,
- déplacement : 25 126 tonnes.
- Longueur : 176 m.
- Puissance : 30 000 ch.

### Après modernisation
- Armement :
  - principal : 10 canons de 320 mm,
  - secondaire : 12 canons de 135 mm, 19 canons DCA de 37 mm,
- vitesse : 27 nœuds,
- déplacement : 29 863 tonnes.
- Longueur : 189 m.
- Puissance : 75 000 ch.

## Source
- (en) Cet article est partiellement ou en totalité issu de l’article de Wikipédia en anglais intitulé « Andrea Doria-class battleship » (voir la liste des auteurs).